# Primer Gobierno de Jrushchov
El Primer Gobierno de Jrushchov fue el gabinete de la Unión Soviética establecido en 1958 con Nikita Jrushchov como jefe de Gobierno, desempeñándose como presidente del Consejo de Ministros. Se estableció el 31 de marzo de 1958. Durante este periodo Jrushchov, siendo el máximo dirigente tanto del gobierno como del partido, fue considerado el gobernante supremo tras la muerte de Iósif Stalin. Finalizó el 25 de abril de 1962.

## Actividad
Este gobierno estuvo compuesto por el grupo de innovación de Jrushchov. Después de que en junio de 1957 se abolieran algunos ministerios de sobra, fueron reemplazados por comités estatales. Asimismo, el Consejo Económico adquirió un mayor control de las empresas. Además, en 1957 se estableció que todos los presidentes de los Consejos de Ministros de las repúblicas, eran automáticamente miembros del Consejo de Ministros federal. 
Durante este periodo, Jruschov impulsó un proceso de industrialización, producido mediante el desarrollo de los campos de Idel-Ural, y (desde inicios de 1960), Siberia Occidental. Se crearon nuevas refinerías de petróleo, lo que permitió su exportación en 1965. 
Respecto a la carrera armamentista, se vio a esta con suma importancia, por lo que crearon nuevas empresas para ello. También se desarrolló enormemente la  industria aeronáutica, y se comenzaron a producir gran cantidad de aviones de pasajeros, como por ejemplo el modelo Tupolev Tu-104.

## Composición
| Ministro                                                      | Titular                           | Partido |
| ------------------------------------------------------------- | --------------------------------- | ------- |
| Presidente                                                    | Nikita Jrushchov                  | PCUS    |
| Primer Vicepresidente                                         | Anastás Mikoyán                   | PCUS    |
| Primer Vicepresidente                                         | Frol Kozlov (1958-1960)           | PCUS    |
| Primer Vicepresidente                                         | Alekséi Kosyguin                  | PCUS    |
| Vicepresidentes                                               | Nikolái Ignatov                   | PCUS    |
| Vicepresidentes                                               | Alekséi Kosyguin (1958-1960)      | PCUS    |
| Vicepresidentes                                               | Dmitri Ustínov                    | PCUS    |
| Vicepresidentes                                               | Iósif Kuzmin (1958-1959)          | PCUS    |
| Vicepresidentes                                               | Aleksándr Zasiadko                | PCUS    |
| Vicepresidentes                                               | Vladímir Nóvikov                  | PCUS    |
| Vicepresidentes                                               | Ignatius Nóvikov                  | PCUS    |
| Vicepresidentes                                               | Konstantín Rudnev                 | PCUS    |
| Administrador de Asuntos                                      | Anatoli Korobov (1958)            | PCUS    |
| Administrador de Asuntos                                      | Piótr Demichov (1958-1959)        | PCUS    |
| Administrador de Asuntos                                      | Gueorgui Stepánov (1959-1962)     | PCUS    |
| Asuntos Exteriores                                            | Andréi Gromiko                    | PCUS    |
| Defensa                                                       | Rodión Malinovski                 | PCUS    |
| Asuntos Internos (1958-1960)                                  | Nikolái Dudórov                   | PCUS    |
| Comercio (1958)                                               | Dmitri Pávlov                     | PCUS    |
| Mecánica Mediana                                              | Efim Slavski                      | PCUS    |
| Comercio Exterior                                             | Iván Kabanov (1958)               | PCUS    |
| Comercio Exterior                                             | Nikolái Patolichev (1958-1962)    | PCUS    |
| Salud                                                         | Maria Kovrigina (1958-1959)       | PCUS    |
| Salud                                                         | Serguéi Kurashov (1959-1962)      | PCUS    |
| Cereales (1958)                                               | Leonid Korniets                   | PCUS    |
| Ferrocarriles                                                 | Boris Beshchev                    | PCUS    |
| Agricultura                                                   | Vladímir Matskévich (1958-1960)   | PCUS    |
| Agricultura                                                   | Mijaíl Olshanski (1960-1962)      | PCUS    |
| Educación Superior (1958-1959)                                | Viacheslav Eliutin                | PCUS    |
| Educación Superior y Educación Secundaria Profesional         | Viacheslav Eliutin                | PCUS    |
| Geología y Protección Subterránea                             | Piótr Antrópov (1958-1962)        | PCUS    |
| Geología y Protección Subterránea                             | Aleksándr Sidorenko (1962)        | PCUS    |
| Cultura                                                       | Nikolái Mijaílov (1958-1960)      | PCUS    |
| Cultura                                                       | Ekaterina Furtseva (1960-1962)    | PCUS    |
| Finanzas                                                      | Arseni Zvérev (1958-1960)         | PCUS    |
| Finanzas                                                      | Vasili Garbuzov (1960-1962)       | PCUS    |
| Energía (1958)                                                | Alekséi Pavlenko                  | PCUS    |
| Construcción y Electricidad                                   | Ignatius Novikov                  | PCUS    |
| Asuntos Marítimos                                             | Víktor Bakaev                     | PCUS    |
| Información                                                   | Nikolái Psurtsev                  | PCUS    |
| Industria Química (1958)                                      | Serguéi Tíjomirov                 | PCUS    |
| Construcción de Transporte                                    | Evgeni Kozhevnikov                | PCUS    |
| Presidente del Gosbank                                        | Nikolái Bulganin (1958)           | PCUS    |
| Presidente del Gosbank                                        | Aleksándr Korovushkin (1958-1962) | PCUS    |
| Comité de Seguridad del Estado                                | Iván Serov (1958)                 | PCUS    |
| Comité de Seguridad del Estado                                | Aleksándr Shelepin (1958-1961)    | PCUS    |
| Comité de Seguridad del Estado                                | Vladímir Semichastni (1961-1962)  | PCUS    |
| Presidente del Comité Estatal de Planificación                | Iósif Kuzmin (1958-1959)          | PCUS    |
| Presidente del Comité Estatal de Planificación                | Alekséi Kosyguin (1959-1960)      | PCUS    |
| Presidente del Comité Estatal de Planificación                | Vladímir Nóvikov (1960-1962)      | PCUS    |
| Primer Vicepresidente del Comité Estatal de Planificación     | Gueorgui Perov                    | PCUS    |
| Primer Vicepresidente del Comité Estatal de Planificación     | Mijaíl Lesechko (1958-1961)       | PCUS    |
| Primer Vicepresidente del Comité Estatal de Planificación     | Gueorgui Orlov (1961-1962)        | PCUS    |
| Primer Vicepresidente del Comité Estatal de Planificación     | Vasili Riabikov (1961)            | PCUS    |
| Vicepresidente del Comité Estatal de Planificación            | Vasili Zotov                      | PCUS    |
| Vicepresidente del Comité Estatal de Planificación            | Nikolái Strokin                   | PCUS    |
| Vicepresidente del Comité Estatal de Planificación            | Mijaíl Jrunichev (1958-1961)      | PCUS    |
| Vicepresidente del Comité Estatal de Planificación            | Vladímir Matskévich (1958-1961)   | PCUS    |
| Vicepresidente del Comité Estatal de Planificación            | Anatoli Korobov (1960-1962)       | PCUS    |
| Vicepresidente del Comité Estatal de Planificación            | Pável Lobánov (1961-1962)         | PCUS    |
| Comité Estatal de Ingeniería Automotriz Agrícola              | Grigori Jlámov (1958-1960)        | PCUS    |
| Comité Estatal de Industria Pesada                            | Efim Novoselov                    | PCUS    |
| Comité Estatal de Pesca                                       | Aleksándr Ishkov (1958-1960)      | PCUS    |
| Comité Estatal de Trabajo y Salarios                          | Aleksándr Vólkov                  | PCUS    |
| Comité Estatal de Control                                     | Gueorgui Enyutin                  | PCUS    |
| Comité Estatal de Ciencia y Tecnología                        | Yuri Maskariov (1958-1959)        | PCUS    |
| Comité Estatal de Ciencia y Tecnología                        | Konstantín Petújov (1959-1962)    | PCUS    |
| Comité Estatal de Investigaciones Científicas                 | Mijaíl Jrunichev (1961)           | PCUS    |
| Comité Estatal de Investigaciones Científicas                 | Konstantín Rudnev (1961-1962)     | PCUS    |
| Comité Estatal de la Industria de la Aviación                 | Piótr Dementev                    | PCUS    |
| Comité Estatal de la Industria de Defensa                     | Konstantín Rudnev (1958-1961)     | PCUS    |
| Comité Estatal de la Industria de Defensa                     | Leonid Smirnov (1961-1962)        | PCUS    |
| Comité Estatal de Radio y Electrónica                         | Valeri Kalmikov                   | PCUS    |
| Comité Estatal de Construcción Naval                          | Boris Evstafiévich                | PCUS    |
| Comité Estatal de Construcción                                | Vladímir Kucherenko (1958-1961)   | PCUS    |
| Comité Estatal de Construcción                                | Iván Grishmánov (1961-1962)       | PCUS    |
| Comité Estatal de Relaciones Económicas Exteriores            | Semión Skachkov                   | PCUS    |
| Comité Estatal de Automatización y Mecánica (1959-1962)       | Anatoli Kostousov                 | PCUS    |
| Agencia de Telégrafos                                         | Nikolái Palgunov (1958-1960)      | PCUS    |
| Agencia de Telégrafos                                         | Dmitri Groiúnov (1960-1962)       | PCUS    |
| Comité Estatal de Deportes                                    | Romanov Nikoláievich              | PCUS    |
| Presidente del Consejo de Ministros de la RSFS de Rusia       | Dmitri Poliánski                  | PCUS    |
| Presidente del Consejo de Ministros de la RSS de Ucrania      | Nikifor Kalchenko (1958-1961)     | PCUS    |
| Presidente del Consejo de Ministros de la RSS de Ucrania      | Volodímir Scherbitski (1961-1962) | PCUS    |
| Presidente del Consejo de Ministros de la RSS de Bielorrusia  | Nikolái Avjimóvich (1958-1959)    | PCUS    |
| Presidente del Consejo de Ministros de la RSS de Bielorrusia  | Tijón Kiseliev (1959-1962)        | PCUS    |
| Presidente del Consejo de Ministros de la RSS de Moldavia     | Alexandru Diordiță                | PCUS    |
| Presidente del Consejo de Ministros de la RSS de Lituania     | Motiejus Šumauskas                | PCUS    |
| Presidente del Consejo de Ministros de la RSS de Letonia      | Vilis Lācis (1958-1959)           | PCUS    |
| Presidente del Consejo de Ministros de la RSS de Letonia      | Jānis Peive (1959-1962)           | PCUS    |
| Presidente del Consejo de Ministros de la RSS de Estonia      | Aleksei Müürisepp (1958-1961)     | PCUS    |
| Presidente del Consejo de Ministros de la RSS de Estonia      | Valter Klauson (1961-1962)        | PCUS    |
| Presidente del Consejo de Ministros de la RSS de Armenia      | Anton Kochinián                   | PCUS    |
| Presidente del Consejo de Ministros de la RSS de Azerbaiyán   | Sadig Rahimov (1958)              | PCUS    |
| Presidente del Consejo de Ministros de la RSS de Azerbaiyán   | Veli Ajúndov (1958-1959)          | PCUS    |
| Presidente del Consejo de Ministros de la RSS de Azerbaiyán   | Mammad Isgándarov (1959-1961)     | PCUS    |
| Presidente del Consejo de Ministros de la RSS de Azerbaiyán   | Anvar Alijánov (1961-1962)        | PCUS    |
| Presidente del Consejo de Ministros de la RSS de Georgia      | Givi Dzhavajishvili               | PCUS    |
| Presidente del Consejo de Ministros de la RSS de Kazajistán   | Dinmujamed Kunáyev (1958-1960)    | PCUS    |
| Presidente del Consejo de Ministros de la RSS de Kazajistán   | Zhumabek Tashenev (1960-1961)     | PCUS    |
| Presidente del Consejo de Ministros de la RSS de Kazajistán   | Salken Daulenov (1961-1962)       | PCUS    |
| Presidente del Consejo de Ministros de la RSS de Kirguistán   | Kazi Dikambayev (1958-1961)       | PCUS    |
| Presidente del Consejo de Ministros de la RSS de Kirguistán   | Bolot Mambetov (1961-1962)        | PCUS    |
| Presidente del Consejo de Ministros de la RSS de Uzbekistán   | Mansur Mirza-Ajmédov (1958-1959)  | PCUS    |
| Presidente del Consejo de Ministros de la RSS de Uzbekistán   | Arif Alimov (1959-1961)           | PCUS    |
| Presidente del Consejo de Ministros de la RSS de Uzbekistán   | Rajmankul Kurbanov (1961-1962)    | PCUS    |
| Presidente del Consejo de Ministros de la RSS de Tayikistán   | Nazarsho Dodhudoev (1958-1961)    | PCUS    |
| Presidente del Consejo de Ministros de la RSS de Tayikistán   | Abdulahad Kajarov (1961-1962)     | PCUS    |
| Presidente del Consejo de Ministros de la RSS de Turkmenistán | Dzhuma Karaev (1958-1959)         | PCUS    |
| Presidente del Consejo de Ministros de la RSS de Turkmenistán | Balysh Ovézov (1959-1950)         | PCUS    |
| Presidente del Consejo de Ministros de la RSS de Turkmenistán | Abdi Annaliyev (1960-1962)        | PCUS    |

- Datos: Q4426214